# گرانووو (استان لهستان بزرگ‌تر)
گرانووو (به لهستانی:  Granowo) یک روستا در لهستان است که در گمینا گرانووو واقع شده‌است. گرانووو ۲٬۰۳۱ نفر جمعیت دارد.